# Pamela Palenciano Jódar
Pamela Palenciano (Andújar, Jaén, 1982) és una monologuista, comunicadora i activista feminista espanyola, reconeguda internacionalment pel seu monòleg teatral No solo duelen los golpes (No només fan mal els cops), un relat autobiogràfic sobre la violència de gènere a través de l'humor i la ironia.

## Biografia
Des dels 12 als 18 anys va mantenir una relació sentimental amb un noi. Durant aquesta època el seu nuvi li maltractava i exercia violència sobre ella de maneres molt diverses, arribant fins i tot a l'intent d'homicidi.
Va aconseguir acabar la seva relació quan es va mudar per començar els seus estudis de Comunicació Audiovisual a la Universitat de Màlaga. Va ser durant aquest període quan va comprendre que havia estat maltractada. Va començar llavors una teràpia psicològica i el contacte amb moviments feministes, entenent que el seu cas no era exclusivament personal, sinó que formava part d'una problemàtica global per viure en una societat patriarcal i masclista.
Després de llicenciar-se, va passar 8 anys vivint a El Salvador per finalment establir-se de nou a Espanya.

## "No solo duelen los golpes"
La seva obra s'inspira en una de les frases que li va dir la seva psicòloga en teràpia: No solo duelen los golpes (No només fan mal els cops). Va començar primer sent una exposició fotogràfica en la qual va bolcar el que havia sentit i viscut, per transformar-se més tard en un taller de prevenció de violència vinculat a aquestes fotos.
Mentre vivia a El Salvador, va descobrir el teatre i va reformular el projecte per convertir-ho en un monòleg dirigit tant a instituts d'ensenyament secundari com per al públic en general.
En l'obra aborda des de la seva pròpia experiència el mite de l'amor romàntic, la gelosia, el control i la possessió, la violència psicològica, sexual i física, o la pròpia agressivitat a conseqüència de viure amb un maltractador, així com la recuperació i l'establiment d'un altre model d'amor.
Ha escenificat No solo duelen los golpes a diversos països de Llatinoamèrica i en nombroses ciutats espanyoles. A més ha rebut diversos premis per la seva aportació a la prevenció de la violència masclista a les aules.

## Llibres
- Si es amor, no duele (2017).[8]